# 時間旅行者の系譜シリーズ
時間旅行者の系譜シリーズ（タイムトラベラーのけいふシリーズ）は、ケルスティン・ギアによるヤングアダルト向け小説・ファンタジー小説。

## 作品一覧
原題の副題はLiebe geht durch alle Zeiten（愛は時を超えて）であり、ドイツ語圏ではこれがシリーズの通称となっている
1. 紅玉は終わりにして始まり（原題：Rubinrot、2009年初版）
2. 青玉は光り輝く（原題：Saphirblau、2010年初版）
3. 比類なき翠玉（原題：Smaragdgrün、2010年初版）

## 概要
原著はドイツ語で、ドイツで初版されたが、物語の舞台は現代及び過去のロンドンが中心となっている。ドイツ本国では、100万部を超えるベストセラーとなった。
なお、著者のケルスティン・ギアは大人向けの恋愛小説を得意としていたが、ヤングアダルト向けファンタジーは本作が初であり、また邦訳が出版されたのも本作が初である。

## あらすじ
2011年の英国ロンドン。グウェンは、母の実家である風変わりなモントローズ一族の中で育った「平均的」な女子高生だったが、ある日遺伝性の時間旅行能力に目覚めてしまう。能力をコントロールするため、テンプル教会付近の『監視団』本部に行き、自分が12番目の（＝最後の）時間旅行者『紅玉（ルビー）』であることを知る。
『十二にまつわる秘密』を開示するために必要な、第1のクロノグラフに時間旅行者たち10人の血が納められていたが、17年前にルーシーとポールが盗んで失われていた。そこで『監視団』は第2のクロノグラフにまた初めから血を納める作業をしなければならなかった。グウェンと同世代で、時間旅行の英才教育を受けてきたギデオンが既に6人分集めており、ギデオンとグウェンの血を合わせると、残りは4人分だった。二人はパートナーとなって過去に遡る。そして、『秘密』の正体や、グウェンの出生の真実にもたどり着くこととなる。

## 作中における時間旅行
作中の時間旅行は、下記の原則に基づく。
- 最初の時間旅行では150年以上昔に行かない[4]
- 未来には行けない[5]
- 時間旅行者の遺伝子が無ければ、動物や人を運ぶことはできない[6]
- 自分が生きている時代には行けない[7]
- 500年以上遡った時間旅行者はいない[8]
- クロノグラフで時間旅行をコントロールした場合、最短3分～最長4時間、過去に滞在できる[9]
- 1日あたり時間旅行する時間分、クロノグラフを用い「時間消化」することで安全に過ごすことが出来る[10]

この他、過去と現在の連続性を破壊する行為は、『監視団』の規則『十二の黄金律』により厳しく戒められている。
グウェンに至る女系の系譜と、ギデオンに至る男系の系譜により、時間旅行者の血が遺伝しているとされる。

## 登場人物

### モントローズ家
グウェンドリン・シェパード（Gwendolyn Shepherd）
ロンドン在住でセント・レノックス高校に通う16歳の女子高生。他の親族と違いひとりだけ「父譲り」の黒髪をしており、こめかみに三日月型の痣がある。また、幽霊が見える能力がある。ある日、遺伝性の時間旅行の能力に目覚める。フランス語やドイツ語の能力は高くない。
シャーロット・モントローズ（Charlotte Montrose）
グウェンの母方の従姉で、誕生日が一日違い。幼いころから時間旅行能力を有すると期待され、一族から英才教育を受けていた。要領の良い優等生だが傲慢。
グレイス・シェパード（Grace Shepherd）
グウェンの母。グウェンに危機が及ばぬよう、助産師を買収し意図的に時間旅行の情報から遠ざけていた。夫ニコラスは白血病で早世。
グレンダ・モントローズ（Glenda Montrose）
グウェンのおば、シャーロットの母。娘が品行方正であることを疑わず、母娘ともに傲慢。
レディ・アリスタ・モントローズ（Lady Arista Montrose）
グウェンとシャーロットの祖母、グレイスとグレンダの母。
マドレーン・モントローズ（Madeleine Montrose）
グウェンの大叔母。時折トランス状態に入って、予知夢の様な幻を見る。
ルーシー・モントローズ（Lucy Montrose）
グウェンの従姉にあたる女性だが、物語開始の17年前にポールと駆け落ちして出奔したため、一族の中で存在がタブーとなっている。ポールと共に、第1のクロノグラフの完成を妨げるため、過去にいると考えられている。
ルーカス・モントローズ卿（Lord Lucas Montrose）
グウェンの祖父で、彼女が幼い頃に死去。神秘好きで『監視団』に属しており、結婚後にレディ・アリスタが時間旅行遺伝子を持つことを知る。前『監視団』総長。
ミスター・W・バーナード（Mr. W. Bernhard）
モントローズ家の執事。

### 監視団
ギデオン・ド・ヴィリエ（Gideon de Villiers）
グウェンドリンのパートナーとなる19歳の美青年。11人目の時間旅行者『金剛石（ダイヤモンド）』。シャーロット共に、時間旅行のための訓練を受けていた。ロンドン大学医学部に在籍中。
フォーク・ド・ヴィリエ（Falk de Villiers）
ギデオンの親戚、『監視団』総長。10代の頃、短期間グレイスと交際していた。
ポール・ド・ヴィリエ（Paul de Villiers）
フォークの弟、ルーシーの恋人で彼女を「プリンセス」や「ルーチェ」と呼ぶ。黒髪を短く刈り込んでいるが、容姿は兄フォークとよく似ている。
サンジェルマン伯爵（Graf von Saint Germain）
ギデオンの祖先にあたる18世紀の貴族で、『監視団』創設者。自身も時間旅行者のひとりで『翠玉（エメラルド）』。

### セント・レノックス高校
レスリー・ヘイ（Leslie Hay）
グウェンの親友。一族の秘密である時間旅行について、グウェンから打ち明けられている。
ウィリアム・ホイットマン（William Whitman）
グウェン達の歴史・国語（英語）教師。ハンサムで女生徒から人気があり、『監視団』団員で印章指輪をはめている。
ラファエル・ベルトラン（Raphael Bertelin）
ギデオンの実弟。母の再婚により、ベルトラン姓となってフランス在住だった。

### 幽霊
ジェイムズ・オーガスト・ペレグリン・ピンブルボトム（James August Peregrin Pimplebottom）
セント・レノックス高校に住みつく、青年の幽霊。1762年3月31日生まれで、自分の死を認識していない。
セメリウス（Xemerius）
ガーゴイルのデーモン（悪魔）。11世紀に造られ、本体の石像は風化して消滅した。男女関係のことに詳しい。

## 作中の用語
監視団（Wächter）
1745年、サンジェルマン伯爵によって創設された秘密結社で、ロンドンのテンプル教会付近に所在。サンジェルマン伯爵の遺した予言により、クロノグラフに12人の時間旅行者の血が納められ『血の円環』が完成すると、万薬に効く『賢者の石』が手に入り人類に貢献できると信じられている。
時間旅行者や親族だけでなく、著名な学者も在籍している。また時間旅行者のタイムトラベルのため、近世から近現代までのあらゆる衣装が準備され、医師や、文化風俗の専門家も抱えている。
古文書の解読にあたっては、ライモンドゥス・ルルス（13世紀の哲学者・神学者）アグリッパ・フォン・ネッテスハイム、ジョン・コレット（15世紀の神学者）、ヘンリー・ドレイパー（19世紀の天文学者）、サイモン・フォアマン（16世紀の占星術師）、サミュエル・ハートリブ（17世紀の博学者）、ケネルム・ディグビィ（17世紀の外交官・占星術師）、ジョン・ウォリス（17世紀の数学者）ら様々な時代の知識人の協力を受けた。
特に、監視団は日々の出来事を詳細に記録し、蓄積されている。
クロノグラフ
サンジェルマン伯爵が、クロノグラフを使ってタイムトラベルの行き先や滞在時間をコントロールできることを発見した。
第1のクロノグラフは、グウェンとギデオンを除く10名の血が納められていたが、物語開始の17年前にルーシーとポールが盗み所在不明となった。
第2のクロノグラフは、1757年に監視団が入手して以来放置されていたが、先述の盗難事件後に修復され、ギデオンが時間旅行能力に覚醒して以降、使用されている。監視団で厳重に管理されている。
フィレンツェ同盟
若き日のサンジェルマン伯爵が、貴族令嬢と関係を持ち妊娠させる事件を起こした際、真偽を混合させながら令嬢に時間旅行や『秘密』を洩らした結果、令嬢の父マドローネ伯爵が結成した組織。長年にわたり、監視団一派と抗争したが、現代までに壊滅した。

## 映画化
下記のキャストで、2013年、2014年、2016年にかけ三部作すべてが映画化された。邦題では『タイムトラベラーの系譜』シリーズとなっている。ただし、終盤以降の展開、結末は原作と大きく異なる。
- グウェンドリン役 - マリア・エーリック（ドイツ語版）（大内茜）
- ギデオン役 - ヤニス・ニーヴナー（ドイツ語版）（岩﨑大）

括弧内は日本語吹き替え版の声優。

## 書誌情報
日本語訳
- 遠山明子 訳『紅玉は終わりにして始まり 時間旅行者の系譜』東京創元社、2013年2月。ISBN 978-4488013479。
  - 遠山明子 訳『紅玉は終わりにして始まり 時間旅行者の系譜』東京創元社〈創元推理文庫〉、2015年11月。ISBN 978-4488557058。
- 遠山明子 訳『青玉は光り輝く 時間旅行者の系譜』東京創元社、2013年5月。ISBN 978-4488013097。
  - 遠山明子 訳『青玉は光り輝く 時間旅行者の系譜』東京創元社〈創元推理文庫〉、2016年3月。ISBN 978-4488557065。
- 遠山明子 訳『比類なき翠玉 時間旅行者の系譜』東京創元社、2013年8月。ISBN 978-4488010058。
  - 遠山明子 訳『比類なき翠玉 時間旅行者の系譜』 上、東京創元社〈創元推理文庫〉、2016年5月。ISBN 978-4488557072。
  - 遠山明子 訳『比類なき翠玉 時間旅行者の系譜』 下、東京創元社〈創元推理文庫〉、2016年5月。ISBN 978-4488557089。